# 애플 디 앱
애플 디 앱(apl.de.ap, 1974년 11월 28일 ~ )은 필리핀 태생의 미국의 래퍼로, 블랙 아이드 피스의 일원이다.